# Masila
Masila är en ort i Indien.   Den ligger i distriktet Haora och delstaten Västbengalen, i den östra delen av landet, 1 300 km sydost om huvudstaden New Delhi. Masila ligger 9 meter över havet och antalet invånare är 11 461.
Terrängen runt Masila är mycket platt. Runt Masila är det mycket tätbefolkat, med 8 045 invånare per kvadratkilometer. Närmaste större samhälle är Calcutta, 13,5 km öster om Masila. Trakten runt Masila består till största delen av jordbruksmark.